# Trichonius griseus
Trichonius griseus là một loài bọ cánh cứng trong họ Cerambycidae.